# Lubb ibn Muhammad
Lubb ibn Muhammad, de son  nom complet en arabe لب بن محمد بن لب بن موسى القسوي بن موسى بن فرتون بن قاسي بن فرتون Lubb ibn Muhammad ibn Lubb ibn Mūsà al-Qasawī ibn Mūsà ibn Furtūn ibn Qāsī ibn Furtūn, (870-907), fut wali de Tudela (890-907).

## Antécédents familiaux
Lubb appartenait à l’importante famille islamisée (muladí) des Banu Qasi. Il était le fils de Muhammad ibn Lubb, petit-fils du wali Musa ibn Musa (Musa le Grand) de Saragosse. 
Ses frères étaient Musa ibn Muhammad, Yusuf ibn Muhammad, Abd Allah ibn Muhammad, Yunus ibn Muhammad et Mutarrif ibn Muhammad. Ils se battirent entre eux et provoquèrent, en grande partie, la chute du pouvoir des Banu Qasi.

## Mariages et descendants
Lubb ibn Muhammad eut trois fils :
- Abd Allah ibn Lubb ;
- Muhammad ibn Lubb ;
- Fortún ibn Lubb, converti ultérieurement au christianisme.

## Conflits internes
El 889, du fait d'une paralysie, Ismail ibn Musa céda le pouvoir à Mutarrif ibn Muhammad et Musa ibn Muhammad, qui partirent en expédition à Barbitanya, où Musa mourut et où Mutarrif fut capturé par Muhammad al-Tawil, qui venait de conquérir Lérida. Mais l'émir Abd Allah ben Muhammad confia la région de Lérida à Muhammad ibn Lubb, qui nomma régent son fils Lubb ibn Muhammad.

## Luttes et mort de Guifred le Velu
En lutte constante avec les nobles chrétiens du Comté d'Aragon et des comtés catalans qui s'étendaient et repeuplaient lentement la région des montagnes des Pyrénées vers le sud, se multipliaient les incursions chrétiennes et les razzias musulmanes en territoire ennemi. Ce fut alors que Lubb ordonna de fortifier plusieurs villes, comme Lérida, Monzón ou Balaguer. Il exigea aussi la construction d'une mosquée à Lérida, l'actuelle Seu Vella, et l'aljama.
En 897, Lubb attaqua le comté de Barcelone. C’est lors de cette action que mourut, le 11 août, le comte Guifred le Velu  à la Valldora, près de Solsona.

## Conquêtes de Lubb
Il occupa Tudela, Tarazona de Aragón (899), la province d'Alava, conquit Tolède et atteignit enfin les campagnes proches de Jaén. Lors d’une autre razzia de grande importance, il affronta le comte Ramón Ier de Ribagorza y Pallars en 904, atteignant l’extension  maximale de ses domaines. Il causa de grandes destructions et de saccages dans le comté pyrénéen ; il séquestra près de 700 personnes dont le fils du comte, Isarn.
En 905, son allié Fortún Garcés de Pampelune fut déposé par Sanche Ier de Navarre et, en 907, Lubb ibn Muhammad essaya d’attaquer Pampelune, mais avec des résultats néfastes. Peu après, Lubb tomba dans une embuscade préparée par Sanche Ier de Navarre et fut assassiné.
Le seigneur d'Huesca et vieux rival de Lubb, le muladí Muhammad al-Tawil, prit l'héritage du fils de Lubb, Fortún ibn Lubb, et devint wali de Lérida.